# Власов, Андрей Петрович
Андре́й Петро́вич Вла́сов (1905 — 1983) — советский дипломат. Чрезвычайный и полномочный посол.

## Биография
Власов окончил Московский институт стали и сплавов, где потом преподавал, защитил диссертацию (источник утверждает, что Власов даже был некоторое время ректором института, однако дополнительных подтверждений тому не найдено). Работая в науке он освоил английский язык, что способствовало его переводу в Народный комиссариат иностранных дел СССР (НКИД СССР). При поступлении на службу в НКИД СССР в 1939 году Власов был назначен заместителем заведующего Отделом кадров НКИД, а вскоре был назначен заведующим этим отделом и работал в этой должности до 1942 года.
С 13 октября 1942 по 7 декабря 1944 года он работал чрезвычайным и полномочным посланником СССР в Австралии. В 1944—1948 годах — заместитель заведующего Балканским отделом НКИД (с 1946 — МИД) СССР. Впоследствии долгое время (1948—1966 годы) возглавлял Консульское управление МИД СССР.
С 1966 года — в отставке.
Андрей Петрович Власов умер 17 января 1983 года. Похоронен в Москве на Кунцевском кладбище.

## Награды
- Орден Красной Звезды (5 ноября 1945)[2]